# Enicoptera flavofemoralis
Enicoptera flavofemoralis är en tvåvingeart som först beskrevs av Erich Martin Hering 1937.  Enicoptera flavofemoralis ingår i släktet Enicoptera och familjen borrflugor. Inga underarter finns listade i Catalogue of Life.